# Abbazia dei santi Pietro e Colombano
L'Abbazia dei santi Pietro e Colombiano è un antico luogo di culto benedettino situato a Pagno, in valle Bronda. Fondata, secondo la tradizione, nel 749 dal re longobardo Astolfo, da essa dipendevano numerosi monasteri, comunità e chiese, tra cui: il monastero femminile a Falicetto di Verzuolo, la torre e la chiesa parrocchiale di Santa Maria Assunta di Brondello, la chiesa di San Firmino a San Firmino di Revello, la chiesa di Sant'Andrea nei pressi di Barge, il convento e la chiesa di Sant'Ilario di Revello..

## Storia
Situata a Pagno, in Piemonte, rappresenta un importante sito storico-religioso. Le sue origini risalgono all'epoca longobarda, tra il 749 e il 756, quando, secondo la tradizione, fu fondata per volontà del re Astolfo. I primi monaci che si stabilirono in questo luogo provenivano dall'abbazia di San Colombano di Bobbio, nel piacentino. Contrariamente a quanto si potrebbe pensare, il monastero non fu eretto in un luogo inesplorato. Diversi storici sostengono che vi fosse già una comunità cristiana preesistente, dotata di una propria chiesa e cimitero. Questo fa ipotizzare una continuità e un'integrazione tra le culture religiose del tempo.
Nel corso degli anni, l'abbazia ha attraversato diverse fasi significative. Nel 825, l'imperatore Lotario decise l'unione dell'Abbazia di Pagno con l'Abbazia di Novalesa e successivamente con quella di San Pietro di Breme. Questa unione, che trasformò Pagno in una semplice cella monastica, non ne diminuì l'importanza: l'abbazia contava centinaia di monaci e le sue vaste proprietà contribuivano sostanzialmente al sostentamento dell'ospizio del Moncenisio.
Durante la sua storia millenaria, l'abbazia fu saccheggiata dai Saraceni e subì numerosi periodi di ricostruzione. Un momento cruciale fu tra il 1026 e il 1151, periodo durante il quale la chiesa di Pagno venne probabilmente ricostruita. Le decorazioni dell'arco trionfale suggeriscono una datazione ai primi decenni del XII secolo.
L'interno della chiesa romanica era riccamente decorato, con affreschi e pavimenti a mosaico nella zona presbiteriale. Sfortunatamente, gran parte di queste opere d'arte è andata perduta nel XVIII secolo a causa di ristrutturazioni che hanno incluso l'abbattimento delle absidi per edificare la nuova facciata. Alcuni frammenti pittorici sono stati ritrovati durante scavi nel 1976, ma del mosaico, documentato fino alla metà del Seicento, non rimane traccia.

## Descrizione
L'Abbazia offre un affascinante esempio di architettura religiosa, nonostante le numerose trasformazioni subite nel corso dei secoli.

### Chiesa abbaziale
La chiesa abbaziale ha subito una trasformazione insolita, con un'inversione di facciata avvenuta nel XVIII secolo. La facciata attuale, di stile semplice e caratterizzata da un portale rinascimentale-barocco, è stata realizzata demolendo la parte absidale preesistente. Resti della facciata originaria romanica si affacciano sul cimitero, mostrando tre finestre ad arco sostenute da una serie di archetti pensili. Interessante è la ristrutturazione del portale centrale e l'aggiunta di elementi come finestre rettangolari e un oculo ovale per aumentare la luminosità interna.

### Il Campanile
Il massiccio campanile dell'XI secolo, modificato nel XIII, domina la struttura con le sue bifore caratteristiche. Sull'antica facciata si trovano tracce di un dipinto monumentale dedicato a san Cristoforo, esempio di una tipologia artistica diffusa in quell'area.

### Interni dell'Abbazia
All'interno, la chiesa originariamente a tre navate ha subito modifiche sostanziali. Le navate laterali sono state convertite in cappelle, alcune delle quali conservano tracce di affreschi romanici e gotici. Tra questi spicca l'arcangelo Michele, attribuito a Hans Clemer. Altri elementi d'interesse includono una lastra tombale del XV secolo e frammenti di una lapide longobarda, che secondo alcuni storici sarebbe stata dedicata alla regina longobarda Ansa.

### La Cripta
La cripta dell'abbazia, di notevole semplicità, si caratterizza per le sue colonne in pietra grezza, simili a quelle presenti nella cripta di Borgo San Dalmazzo, anch'essa parte di un antico monastero benedettino.